# Хајнц-Кристијан Штрахе
Хајнц-Кристијан Штрахе (Беч, 12. јун 1969) је аустријски политичар, који је био вођа аустријских националиста и председник Слободарске партије Аустрије од 2005. до 2019. године. Био је и вице-канцелар Аустрије од 18. децембра 2017. до 18. маја 2019, када је поднео оставку након објављивања видео записа из 2017. на којем се види како жени која се представила као нећака једног руског милијардера нуди државне послове у замену за финансијску помоћ Слободарској партији.
Рођен је 12. јуна 1969. у Бечу. По образовању је стоматолог-зубни техничар.
Политиком на локалном нивоу почео је да се бави 1991. Бечу. Дуго је био главни сарадник Јерга Хајдера на функцији генералног секретара СПА.
Након расцепа у СПА 2005. постаје њен председник.
Медији под контролом његових политичких противника замерају му дивљење према Србима, а посебно према Војиславу Шешељу, кога називају екстремистом. Такође га нападају због честог коришћења поздрава са подигнута три прста што је по њима нацистички поздрав.
Ожењен је Андреом и има двоје деце.